# Erigeron aviatorum
Erigeron aviatorum là một loài thực vật có hoa trong họ Cúc. Loài này được Herter mô tả khoa học đầu tiên năm 1939.